# Sáros László György
Sáros László György (Jászberény, 1947. július 2. –) magyar építész, fotográfus.

## Életpályája
1961–1965 között a jászberényi Lehel Vezér Gimnázium diákja volt. 1966–1971 között a Budapesti Műszaki és Gazdaságtudományi Egyetem Építészmérnöki Karán tanult. 1968-tól Csalog Zsolttal a magyarországi cigányságot fotózta. 1968–2008 között építészeti fotókat készített.
1971–1972 között a Budapesti Műszaki és Gazdaságtudományi Egyetem Épületszerkezettani Tanszékén tudományos segédmunkatárs volt. 1972–1989 között a SZÖVTERV-nél építész-tervezőként dolgozott. 1978–1983 között végigfényképezte a prágai, a krakkói és a felvidéki zsidó temetőket.
1984–1987 között a Képző- és Iparművészeti Gimnázium óraadó tanára volt. 1986-tól a Magyar Építőművészek Szövetsége tagja, 2012–2016 között elnöke volt. 1986–1989 között műteremvezetőként is tevékenykedett. 1987–1989 között a Fríz Építész Stúdió GMK alapító tervezője volt. 1988–1990 között Madocsa főépítésze volt. 1989–1991 között a Kör Építész Stúdió Kft. ügyvezetője és vezető tervezője volt.
1991-ben megalapította a Sáros és Társa építészirodát, melynek tulajdonosa és vezető tervezője. 1991–1997 között Vecsés főépítésze volt. 1993–2004 között a Kós Károly Alapítvány kuratóriumi elnöke volt. 1996–2006 között Jászberény főépítészeként dolgozott.
2000–2004 között a Budapesti Építész Kamara Etikai-Fegyelmi Bizottság tagja volt. 2005-ben DLA-fokozatot szerzett a Budapesti Műszaki és Gazdaságtudományi Egyetemen. 2005–2007 között a Magyar Építész Kamara Kamaraügyész Testületének tagja volt. 2007–2008 között Fót főépítésze lett.
2012-től a Makovecz Imre Alapítvány kuratóriumi tagja, valamint a Magyar Művészeti Akadémia rendes tagja. 2019-től a Szent István Egyetem címzetes egyetemi tanára.
2020-tól a Magyar Művészeti Akadémia Etikai Bizottságának elnöke. 2021-től a Magyar Művészeti Akadémia Építőművész Tagozatán belül az áttelepült Miskolci Nyolcak vezetője.

## Családja
Szülei Sáros András (1912–1983) tanár, festőművész és Grőger Lujza voltak. 1975-ben házasságot kötött Tenkács Mártával.

## Fotókiállításai

### Egyéni
- 1972 Miskolc, Tokaj
- 1973 Tokaj
- 1982, 1992 Vác
- 1983, 2007 Budapest
- 1985 Nagykőrös
- 1993 Kecskemét
- 1994, 2006 Jászberény
- 2003 Gent
- 2005 Újpest
- 2006 Szombathely
- 2008 Miskolc

### Válogatott, csoportos
- 1982 Óbuda
- 1984 München
- 1985, 1990, 1996-1997, 2009, 2014 Budapest

## Építészeti munkái
- Hotel Tokaj (Tokaj, 1979)
- Postás Gyógyüdülő (Hévíz, 1980)
- Skála Áruház (Tokaj, 1983)
- Hőforrás Üdülőszövetkezet (Gyula, 1983-1990)
- Flóra Hotel (Eger, 1986-1989)
- Sátorhegy Áruház (Sátoraljaújhely, 1988)
- II. világháborús emlékmű (Madocsa, 1990)
- belvárosi piac rekonstrukciója (Vác, 1993-1995)
- református parókia (Pestszentlőrinc, 1994)
- irodaház (Budapest, 1996-2000)
- a Palota Szálló rekonstrukciója (Lillafüred, 1997)
- COOP-Star üzletház (Jászberény, 2003)

## Könyvei
- Tanú ez a kőhalom. Régi zsidó temetők Közép-Európában (Váli Dezsővel, 1993)
- Zsebbelgium (2003)
- CanyoNEWYORK (2006)

## Díjai
- SZOT-díj (1989)
- az Év Háza-díj (1998, 1999)
- „Hazáért ’56” (1998)
- Pro Architectura díj (2000)
- Ybl Miklós-díj (2001)
- Az év főépítésze (2004)
- Kós Károly-díj (2008)
- Építészeti OSSKÁR-díj (2024)
- Érdemes művész (2025)